# Lisszaboni régió
A Lisszaboni régió egyike Portugália hét NUTS II besorolású statisztikai célú területi egységének. Lisszabon megye déli felét és Setúbal megye északi részét foglalja magába. Kettő NUTS III szubrégióból tevődik össze, Grande Lisboa-ból és a Setúbal-félszigetből. A régiót 2002-ben hozták létre az addigi Lisszabon és Tejo-völgy régió (portugálul  Região de Lisboa e Vale do Tejo) feldarabolásával. Ennek során a Centro régióba helyezték át az Oeste és a Médio Tejo NUTS III szintű szubrégiókat továbbá a Lezíria do Tejo szubrégiót közigazgatásilag átcsoportosították az Alentejo régió alá.
- Régió teljes területe: 2864.6 km².
- Régió teljes lakossága (2007): 2 808 414 fő (kontinentális Portugália lakosságának 27,7%-a). 
- Régió átlagos népsűrűsége (2007): 954.5 fő/km².
Ez a régió gyakorlatilag megfelel Lisszabon agglomerációjának, Lisszabon fővárosi vonzáskörzetének (portugálul Área Metropolitana de Lisboa vagy rövidítve AML). Jelentős fontosságú terület könnyű- és nehézipara, szolgáltató szektora és mezőgazdasága révén.
A Lisszaboni régió 18 községre (portugálul concelho-ra )van felosztva:
- Alcochete
- Almada
- Amadora
- Barreiro
- Cascais
- Lisszabon
- Loures
- Mafra
- Moita
- Montijo
- Odivelas
- Oeiras
- Palmela
- Seixal
- Sesimbra
- Setúbal
- Sintra
- Vila Franca de Xira

A Lisszaboni régió legnépesebb városai (2001):
Lisszabon (564 657 lakos), Amadora (175 872 lakos), Almada (101 500 lakos), Setúbal (89 303 lakos), Queluz (78 040 lakos), Agualva-Cacém (81 845 lakos), Odivelas (50 846 lakos), Amora (44 515 lakos), Barreiro (40 859 lakos).

## Külső kapcsolatok
- Lisszabon és Tejo-völgy régió hivatalos honlapja (portugálul)